# ローズオーラ

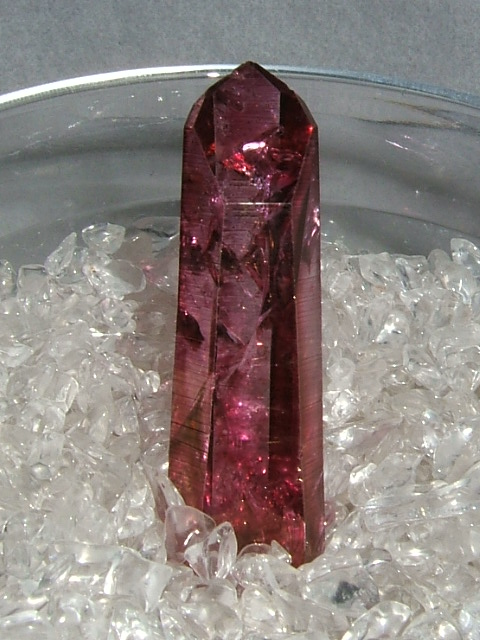
ローズオーラ

ローズオーラ (rose aura) は人工的に作られた宝石の一種。透明度がありランクも高い水晶に金、銀（白金ともいわれる）を蒸着して作られる。ピンクオーラとも呼ばれる。中にはローズクォーツに上記金属を蒸着したものもある。
真空内において、水晶を熱し、その後高温に熱しイオン化した金属の蒸気を添加する。金属原子が水晶の表面に蒸着し独特の金属光沢を水晶に与える。
色合いは透明感のある赤-濃いピンクのような色である。そのため別名に「ピンクオーラ」というものがある。表面に現れる反射光は金色を呈し、コーティングクリスタル（オーラクリスタル）独特の光沢を有す。
似たような色合いからゴールデンフラッシュカーネリアンと混同されやすいが、このカーネリアンは、赤は赤でもオレンジに近く、石の透明度は低く曇っている。また、ローズクォーツに加工を施したものをローズオーラと呼ぶところもあるが、実際はフラッシュローズクォーツという。また、赤メノウに加工を施したものをピンクオーラとしているところもあるが、大きな間違いである。

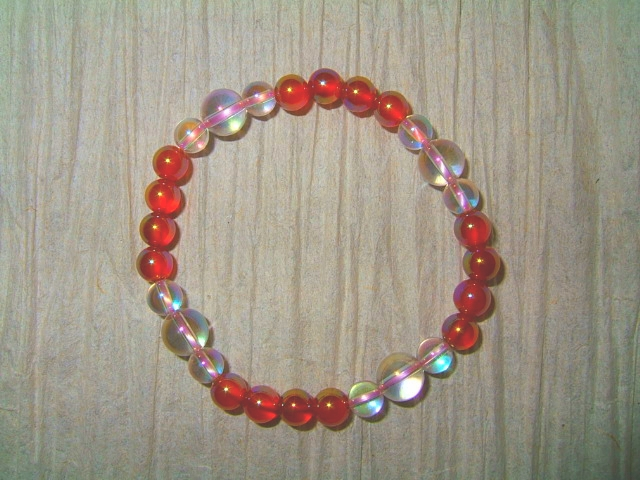
ローズオーラを用いたブレスレット

ローズオーラはアクアオーラ等に比べると流通量は多くないが、宝石の中でもさして高価ではなく、色の美しさから人気がある。ブレスレットなどの小さな装身具に用いるために、球状もしくはビーズ状に研磨されたものに加工を施しているものは少ないが最近は少しずつだが見られるようになってきた。現在はペンダントなどの大きな装身具に用いたり、ポイントとして用いるために、水晶全体をそのまま用いるものが多い。またクラスター（群晶）のものも見られる。
ローズオーラもまた、他のコーティングクリスタル同様にクリスタルヒーリングに用いられることもある。